# ライアン・クアトロ
ライアン・クアトロ（Ryan Curatolo、香港表記：顧偉樂、1992年4月29日 - ）は、フランスの騎手。マルセイユ出身。

## 来歴
2009年にフランスで見習騎手免許を取得。その後2010年アメリカに移籍し見習騎手免許を取得し10月31日にコールダー競馬場でアメリカ初騎乗。
2011年ガルフストリームパーク競馬場に移籍。同年6月18日Street GameでHill Prince Stakesを優勝し重賞初制覇。同年エクリプス賞の最優秀見習騎手賞にノミネートされ、ファイナリスト3人まで残ったが最終的に次点となった。
2013年からは拠点をマカオジョッキークラブに移した。
2014年5月3日マカオギニーをHostwin Donatelloで優勝し、マカオGI初制覇。
2017年9月6日から12月5日まで短期騎手免許を取得し南関東公営競馬で騎乗。期間中の所属は大井・藤田輝信厩舎。勝負服は胴青・白のこぎり歯形、そで青・赤一本輪。同年9月11日大井競馬第12競走花野賞（B3四組）をコウギョウダニエルで優勝（15頭立て3番人気）し、6戦目で初勝利をあげる。最終騎乗日となる12月1日大井競馬第11競走スマイルシティ・品川特別A2B1選抜戦をキャンドルグラスで優勝（16頭立て2番人気）し、アラン・ムンロ騎手と並ぶ地方競馬短期免許取得外国人騎手最多勝利数タイ（当時）となる29勝目をあげた。
2018年1月からは拠点をシンガポールターフクラブに移した。同年7月28日マカオダービーに騎乗した際の行法について注意を受け、8月6日から9月5日まで一ヶ月間の騎乗停止となった。
同年12月には拠点をカタールに移し、カタールダービーに優勝した。
2019年4月15日に韓国馬事会から短期騎手免許交付を受け、ソウル競馬場で騎乗することとなった。同年5月18日ソウル競馬場の第2競走Class6戦で初騎乗し3着（8頭立て）。同年5月26日ソウル競馬場の第2競走Class5戦を優勝し、韓国での初勝利をあげた。同年10月23日カタールでの新シーズン開幕とともに拠点をカタールに移し騎乗を開始。
2020年10月29日アラブ首長国連邦での新シーズン開幕と共に騎乗を開始、10月31日に初勝利をあげた。
2023年7月31日から10月30日まで、南関東公営競馬での短期免許を取得。所属は以前と同じく大井・藤田輝信厩舎。勝負服も以前と同じ、胴青・白のこぎり歯形、そで青・赤一本輪。同年8月4日、大井競馬第1競走（C3一二）をアイミーハイティー号で優勝（14頭立て1番人気）し、10戦目で初勝利をあげた。2024年も10月14日から12月6日まで、2025年も4月14日から7月4日まで、いずれも同一体制で南関東競馬に参戦。2024年は10月14日、大井7R「品川かえで賞」で、スーパークールに騎乗し1着となり、2戦目で2024年度の初勝利を挙げた。2025年は5月21日の大井記念をライトウォーリアで制している。

## おもな重賞勝利
- 2014年
  - 6月7日 - マカオギニー（マカオGI）（Hostwin Donatello[20]）
- 2017年
  - 2月4日 - スプリングトロフィー（マカオGII）（Bobo So Cute[21]）
  - 7月30日 - マカオゴールドカップ（マカオGI）（Bobo So Cute[22]）
- 2018年
  - 12月22日 - カタールダービー（カタールGI）（Full Moon）
- 2019年
  - 12月20日 - カタールオークス（カタールGIII）（Ex Miss[23]）